# バイカル・アムール鉄道

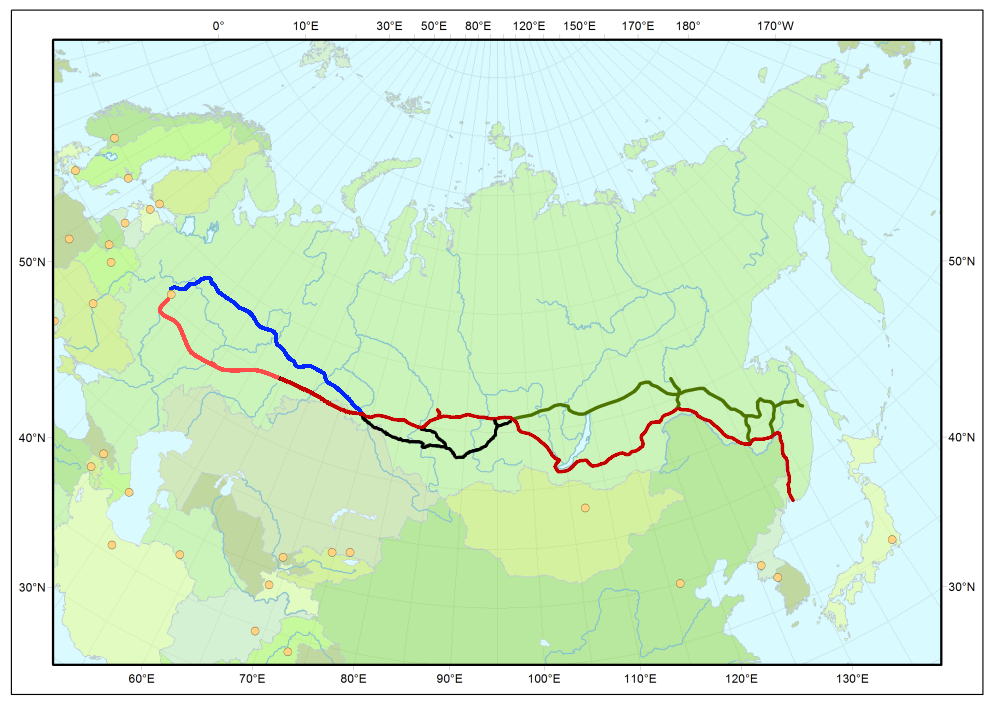
広義のシベリア鉄道の路線（赤）と、 バイカル・アムール鉄道（バム鉄道、緑）

バイカル・アムール鉄道（バイカル・アムールてつどう、ロシア語: Байкало-Амурская магистраль）は、ロシア連邦東部のシベリア地方にある鉄道路線。日本ではバム鉄道の略称で呼ばれることが多いが、ロシアでの略称は単に БАМ（バム）である。シベリア鉄道との分岐点イルクーツク州タイシェトからバイカル湖の北を通り、日本海沿岸のソビエツカヤ・ガバニへ至る約4,324 km を結ぶ。先に開業していたシベリア鉄道よりも600 kmから700 km北を並行するルートを進むため、第2シベリア鉄道とも呼ばれる。

## 経路
バム鉄道の西の始点はシベリア鉄道との分岐点イルクーツク州タイシェトである。ブラーツクでアンガラ川を、ウスチ＝クートでレナ川を渡る。ウスチ＝クートは1951年に鉄道が達して以来1970年代に建設が再開されるまでの長い間バム鉄道の終点であり、レナ川本流で唯一鉄道の通る街でもあったため鉄道と水運の積み替え港として重要であった。バム鉄道はブリヤート共和国のセヴェロバイカリスクでバイカル湖の北端を周る。
シベリア鉄道上のバモフスカヤ（7,272 km）からサハ共和国方面へ向かうアムール・ヤクーツク鉄道（将来はヤクーツクへ延伸される計画がある）が交わるティンダを経てアムール川流域へ入り、コムソモリスク・ナ・アムーレでアムール川下流を横断する。山を越え、間宮海峡南側の日本海に面したワニノを通りソヴィエツカヤ・ガヴァニの港へ至る。ワニノからはサハリンのホルムスク（真岡）に向かう鉄道連絡船がある。
全線のうち、タイシェトからタクシモまでの1,469 kmが電化されている。複線は一部区間だけで、多くの区間は単線である。またセヴェロムイスキー・トンネルをはじめ21か所のトンネルがあり、その総延長は47 kmに及ぶ。橋の数は4,200か所以上あり総延長は400 kmである。沿線の土壌は永久凍土が多いため線路は特に頑丈につくられた。
シベリア鉄道との間にはハバロフスクとコムソモリスク・ナ・アムーレを結ぶヴォロチャーエフカ・ジョムギ鉄道があり、旅客列車は1日2便運行されている。

## 沿革

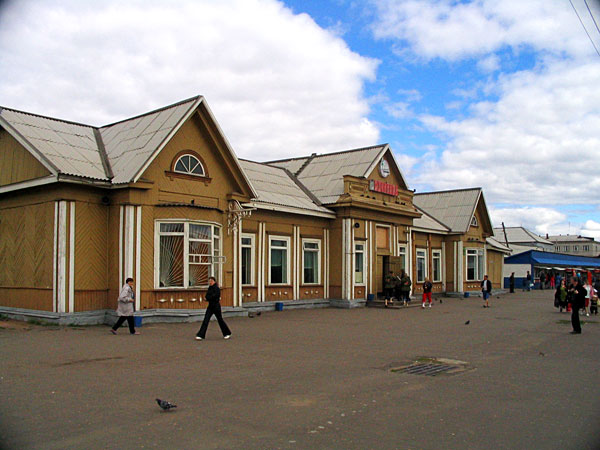
ブラーツク近郊のヴィホレフカの駅

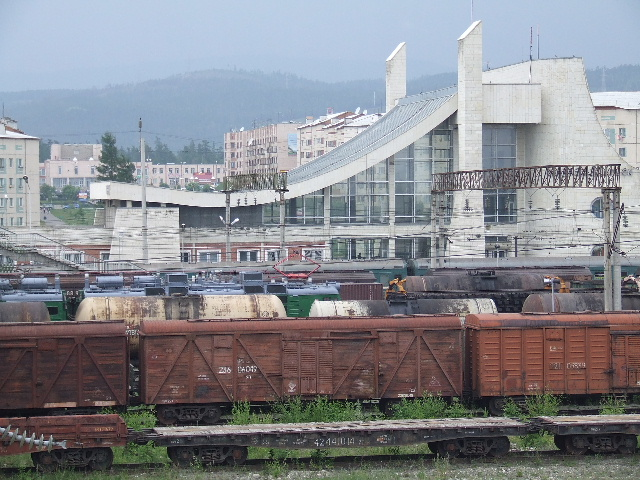
セヴェロバイカリスクの駅

1880年代にシベリア鉄道が計画された時、バイカル湖の北を通る現在のバム鉄道に近いルートも候補に挙がったが、この時は最終的に候補から外れている。
元々バム鉄道の計画は、満州事変が起こった翌年の1932年にはソビエト連邦により極東の防衛に備える目的で既に立てられており、さらには東西両端から建設が始められていた。しかし、第二次世界大戦の独ソ戦が勃発するとそちらの方へ全力を注ぐため一時建設が凍結され、戦局がソビエト連邦優位に転じたところで日本との戦争に備えるべく建設を再開、対日参戦の直前となる1945年7月末には東部のコムソモリスク・ナ・アムーレからワニノ港までの一部区間で運行を開始した。西部区間でも1947年にはタイシェト～ブラーツク間の輸送を開始している。また、バム鉄道の建設にはシベリア抑留で捕らえられた日本人も多く使われ、犠牲者も多かったという。
しかし、ヨシフ・スターリンが1953年に没すると建設工事は中止され、その後はソビエト連邦の投資方針が変わったこともあって残りの部分は長らく建設されないままであった。建設が再開されるのは、中ソ対立によりダマンスキー島事件（珍宝島事件）などが起こり再び極東の軍事強化が必要とみなされるようになった、1960年代後半のことである。特に中国国境に近いシベリア鉄道の代替路線として戦略的に重視された。
建設現場は、未開のシベリア奥地ということもあり難航した。政府は、1970年代、コムソモール（共産主義青年同盟）による「BAM突撃隊」を編成、全国の学生らに夏休みなどの休暇を返上して建設作業に参加するよう呼び掛けた。プラウダもBAM突撃隊の活動を1面で取り上げ、鉄道建設への参加を鼓舞した。1974年にシベリアを取材した朝日新聞の記者は、「BAM」と書かれたユニフォーム姿の若者を空港などで多数目撃している。
経済が停滞しつつあった1984年9月にはようやく本線の全線が開通したが西側諸国のメディアは式典に招かれず、その後もバム鉄道のうち一般の旅客・貨物用に供されたのは全線の3分の1ほどで、残りはもっぱら軍用に用いられた。ソビエト連邦が崩壊してロシア連邦など独立国家共同体（CIS）が発足した後は、それまで軍事路線であることを理由に外国人の乗車が禁じられていたバム鉄道も解放され、現在ではツアー旅行などで同鉄道に乗車する企画も多く登場するようになっている。
バム鉄道建設時、労働条件は悪く現場に水道がないなどの不手際も多かった。建設作業用に60か所以上の集落ができたが、完成した後はほとんどが放棄されている。現在も線形の改良は進められており、2001年にはブリヤート共和国北部の区間に長さ15.3 kmのセヴェロムイスキー・トンネルが開通し2003年に列車が走るようになった。それまでの同区間はトンネル完成までの仮の経路であり、距離が長く雪崩が多い上、急勾配を重連運転で越える難所であった。2012年12月25日にはワニノ港の近くに新クズネツキートンネルが開通した。
このほか、ウスチ＝クート - ヤクーツク - オホーツク - マガダン - ペトロパブロフスク・カムチャツキーを結ぶレナ・カムチャツカ鉄道を建設する計画も存在する。